# 王端淑
王端淑（1621年—18世纪），字玉映，號映然子，又號青蕪子，山陰（今浙江绍兴）人。
宗伯王季重次女，自幼聰慧，工詩文，且善書畫，尤精史學，有才女之稱。嫁錢塘貢士丁睿為妻。順治中欲召入宮教諸妃習文，力辭不就。著有《玉映堂集》、《 吟紅集》。生卒年待考。